# Zaanlijn
De Zaanlijn is het deeltraject Uitgeest - Amsterdam van de spoorlijn Den Helder - Amsterdam. Het loopt door de Zaanstreek en ontleent zijn naam aan het feit dat een groot deel van het baanvak parallel aan de Zaan loopt.

## Geschiedenis van de Zaanlijn

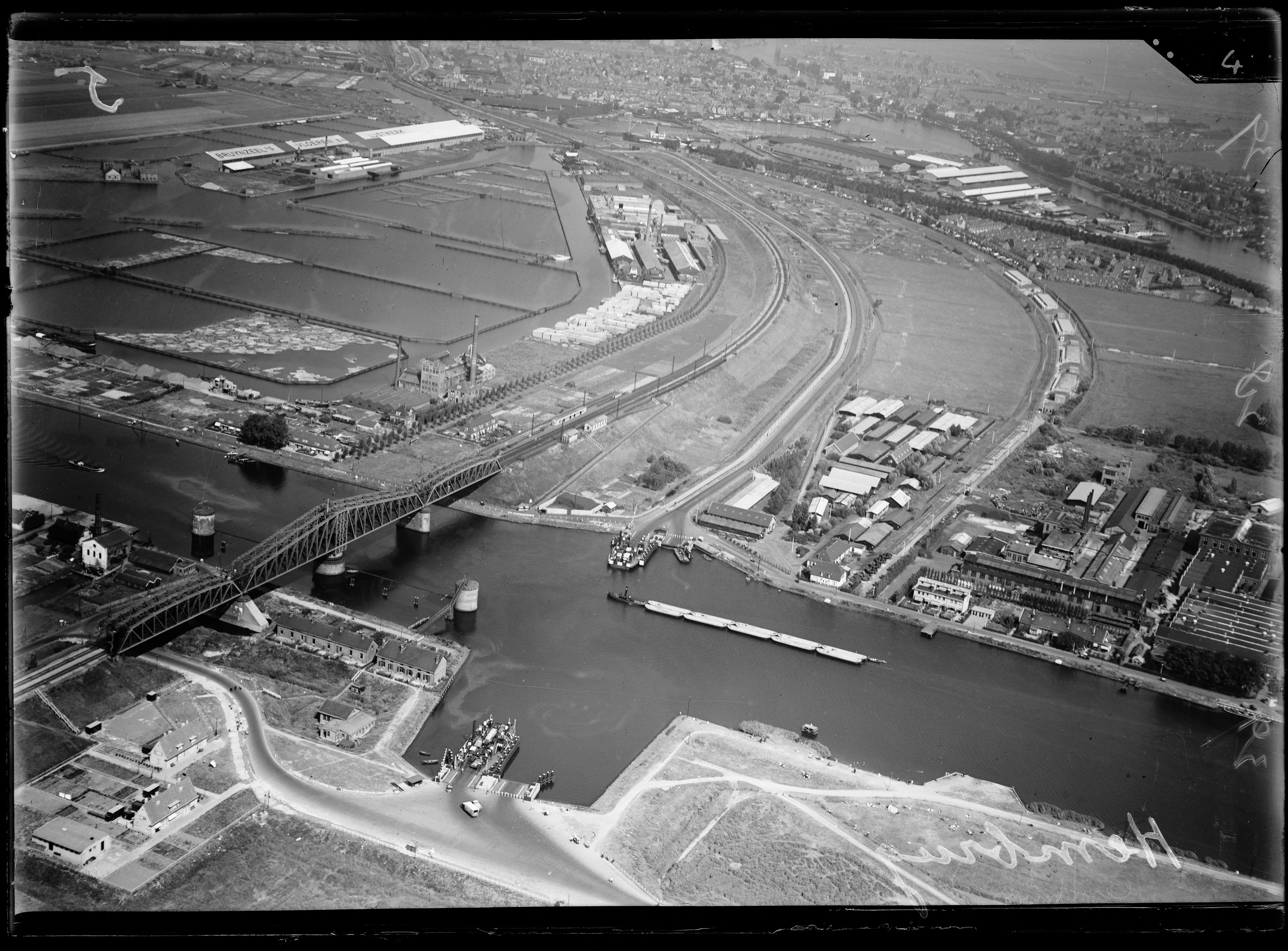
Luchtfoto van het deel van de Zaanlijn nabij de Hembrug (1920-1940).

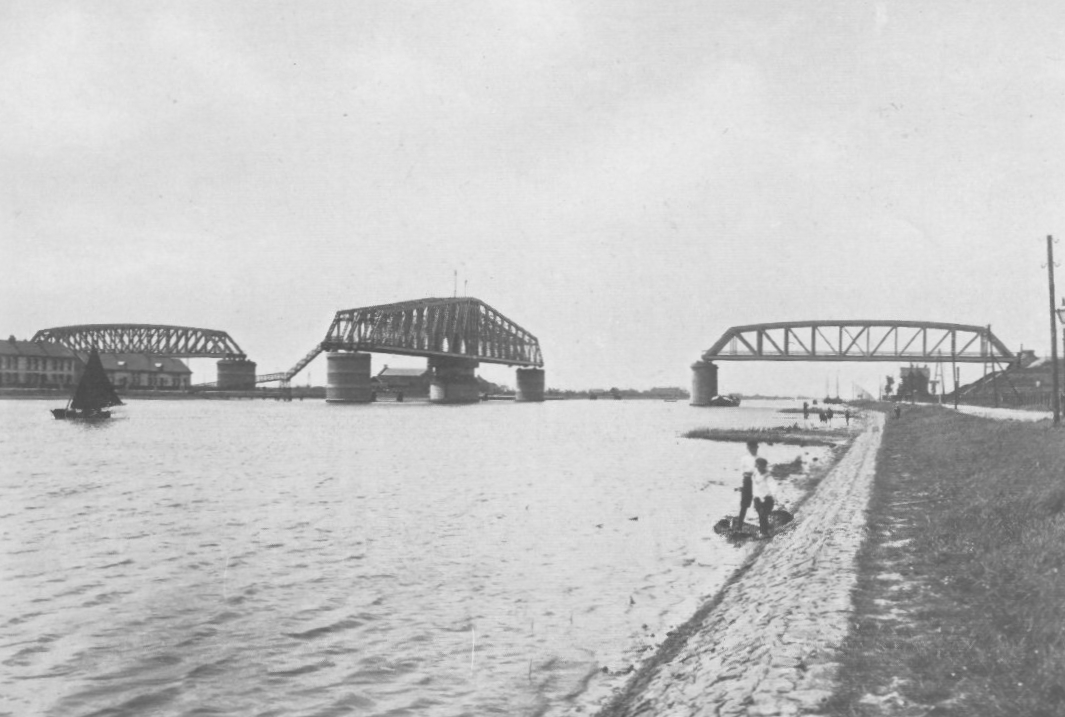
De Hembrug verving vanaf 1912 een eerdere draaibrug

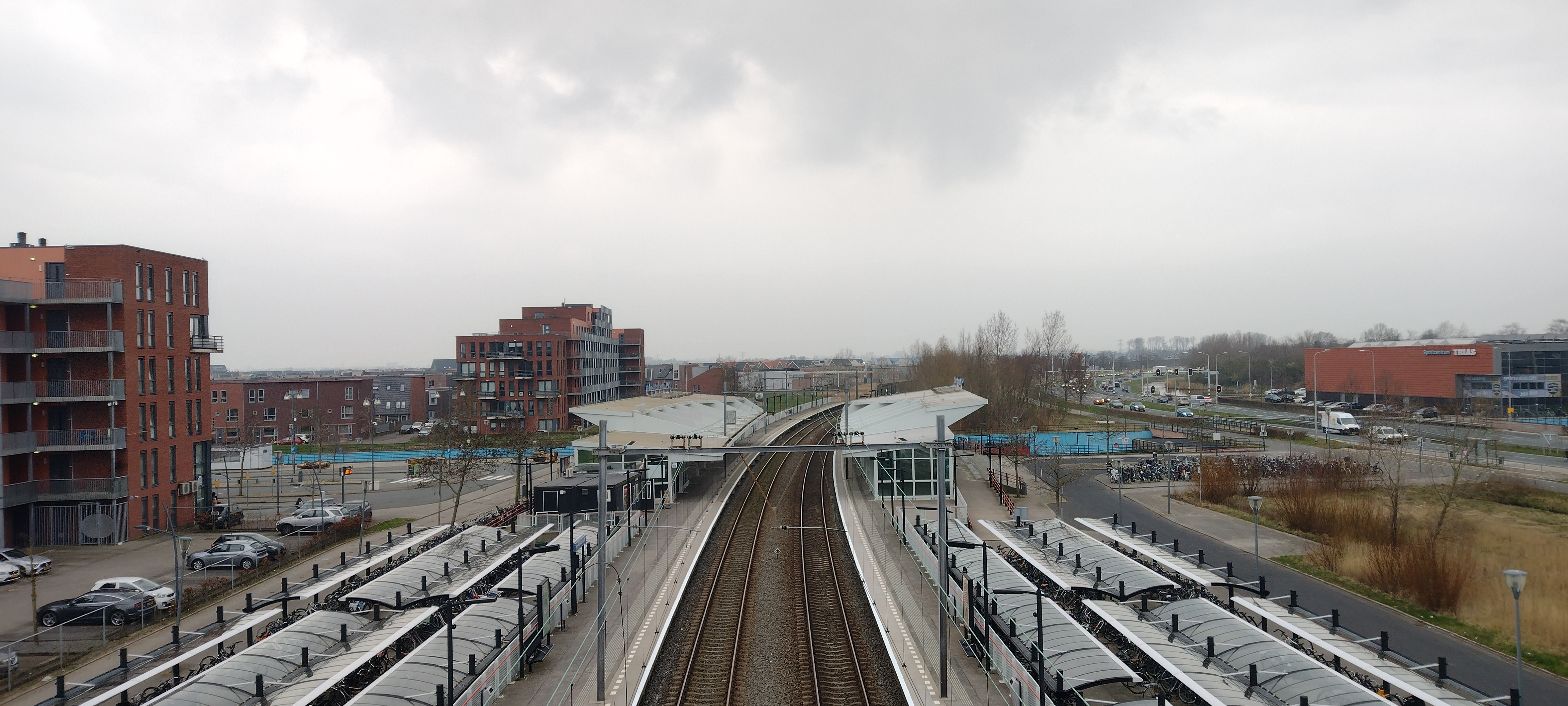
Station Krommenie-Assendelft

De Zaanlijn is aangelegd als onderdeel van de spoorlijn Den Helder - Amsterdam. Nadat het deel tussen Den Helder en Uitgeest in de jaren 1865-’67 was geopend, kwam in 1867 eerst de verbinding met Haarlem tot stand. Het deel van Uitgeest naar Zaandam kwam in gebruik in 1869 en het laatste deel naar Amsterdam Westerdok in 1878, na voltooiing van de overbrugging van het nieuw gegraven Noordzeekanaal. Tussen mei 1878 en oktober 1878 was het voorlopige eindpunt station Willemspoort, in afwachting van de voltooiing van de spoorbruggen over het nieuwe Westerkanaal en het viaduct langs de Haarlemmer Houttuinen naar station Westerdok.
Het Noordzeekanaal was de belangrijke barrière die moest worden overwonnen bij de aanleg van de Zaanlijn. De eerste Hembrug over het Noordzeekanaal was een draaibrug. In 1912 werd een grotere draaibrug gebouwd in verband met de verbreding van het kanaal en toename van het scheepvaartverkeer.
In 1884 werd de aftakking Zaandam - Hoorn - Enkhuizen geopend.
In 1889 werd in Amsterdam het Centraal Station in gebruik genomen, en het tijdelijke station Westerdok gesloten. Het begin- en eindpunt in Amsterdam kwam daardoor nog een paar honderd meter verder oostelijk te liggen, ten noorden van het Damrak.
In 1931 werd de Zaanlijn geëlektrificeerd.
De dubbelsporige Hembrug werd in 1983 vervangen door de driesporige Hemtunnel, aangezien de brug een te groot knelpunt was geworden voor de groei van zowel het scheepvaart- als het spoorwegverkeer. In verband hiermee werd de Zaanlijn verlegd via het nieuwe station Amsterdam Sloterdijk, waardoor de lengte van de Zaanlijn met enkele kilometers toenam. Het nieuwe station kreeg de naam Amsterdam Sloterdijk Noord. Het bestaande station Amsterdam-Sloterdijk aan de Oude Lijn aan de Molenwerf werd tot de sluiting op 2 juni 1985 omgedoopt tot Amsterdam-Sloterdijk Zuid.
In 2003 werd de Hemboog naar de spoorlijn Amsterdam Centraal - Schiphol (Westelijke Ringspoorbaan) in gebruik genomen, waardoor Schiphol rechtstreeks met Zaandam werd verbonden. De treinen op deze verbinding rijden verder over de aftakking naar Hoorn.
In de Rail21 plannen van de NS stond dat de Zaanlijn viersporig zou worden, maar door privatisering van de NS is dit plan geschrapt.

## Stations aan de Zaanlijn
De Zaanlijn loopt over een groot deel parallel aan de rivier de Zaan en de daarlangs gelegen dorpen. Daarom is er een groot aantal stations op korte afstand van elkaar. Tussen Amsterdam Sloterdijk en Uitgeest liggen de volgende stations:
- Zaandam
- Koog aan de Zaan
- Zaandijk Zaanse Schans
- Wormerveer
- Krommenie-Assendelft

De Zaanlijn kampt al jaren met een overbelasting omtrent volle treinen, met name in de spitsuren. In 2015 is de Zaanlijn uitgeroepen tot meest beklaagde spoorlijn. Begin 2016 heeft NS in de spits bussen ingezet welke vanaf Castricum naar Amsterdam Sloterdijk reden om de overbelasting te compenseren. De extra busdienst is later dat jaar stopgezet wegens tegenvallende reizigersaantallen.